# Corythalia bryantae
Corythalia bryantae är en spindelart som beskrevs av Arthur M. Chickering 1946. Corythalia bryantae ingår i släktet Corythalia och familjen hoppspindlar. Inga underarter finns listade i Catalogue of Life.